# Liu Zhongqing
Liu Zhongqing (n. 10 noiembrie 1985, Daqing⁠(d), Republica Populară Chineză) este un sportiv ce a reprezentat Republica Populară Chineză, medaliat olimpic. A participat la 3 ediții ale Jocurilor Olimpice (2006, 2010, 2014) în care a câștigat o medalie de bronz.